# Diarsia
Diarsia är ett släkte av fjärilar, beskrivet av Jacob Hübner, 1821. Diarsia ingår i familjen nattflyn, Noctuidae.

## Dottertaxa tillDiarsia, i alfabetisk ordning[2][3]
- Diarsia acharista Boursin, 1948
- Diarsia acutipennis Boursin, 1954
- Diarsia albipennis Butler, 1889
- Diarsia arenosoides Poole, 1989
- Diarsia axiologa Boursin, 1948
- Diarsia banksi Holloway, 1976
- Diarsia barlowi Holloway, 1976
- Diarsia basistriga Moore, 1867
- Diarsia beckeri Boursin, 1948
- Diarsia borneochracea Holloway, 1989
- Diarsia brunnea Schiffermüller, 1775, rödbrunt jordfly
  - Diarsia brunnea urupina Bryk, 1942
- Diarsia calgary Smith, 1898
- Diarsia canescens Butler, 1878
- Diarsia caradjai Boursin, 1954
- Diarsia carnipennis Chang, 1991
- Diarsia cerastioides Moore, 1867
- Diarsia chalcea Boursin, 1948
- Diarsia cia Strand, 1919
- Diarsia claudia Boursin, 1963
- Diarsia coenostola Boursin, 1948
- Diarsia copria Hreblay & Plante, 1995
- Diarsia dahlii Hübner, 1813, fuktängsjordfly
  - Diarsia dahlii nana Staudinger
  - Diarsia dahlii tibetica Boursin, 1954
- Diarsia deparca Butler, 1879
- Diarsia dewitzi Graeser, 1888
- Diarsia dichroa Boursin, 1954
- Diarsia dimorpha Wileman & West, 1928
- Diarsia dislocata Smith, 1904
- Diarsia eleuthera Boursin, 1948
- Diarsia erubescens Butler, 1880
- Diarsia erythropsis Boursin, 1954
- Diarsia esurialis Grote, 1881
  - Diarsia esurialis uclueleti Barnes & Benjamin, 1929
- Diarsia excelsa Hreblay & Ronkay, 1998
- Diarsia fannyi Corti & Draudt, 1933
- Diarsia ferruginea Chen, 1984
- Diarsia flavibrunnea Leech, 1900
- Diarsia flavostigma Holloway, 1976
- Diarsia fletcheri Boursin, 1969
  - Diarsia fletcheri afghana Boursin, 1969
- Diarsia florida Schmidt, 1859, sumpängsjordfly
  - Diarsia florida perturbata Hacker, 1987
- Diarsia formosana Boursin, 1948
- Diarsia formosensis Hampson, 1909
- Diarsia gaudens Hampson, 1905
- Diarsia griseithorax Warren, 1912
- Diarsia guadarramensis Boursin, 1932
- Diarsia henrici Corti & Draudt, 1933
- Diarsia hoenei Boursin, 1954
  - Diarsia hoenei nepalicola Hreblay & Ronkay, 1998
- Diarsia hypographa Boursin, 1954
- Diarsia inconsequens Rothschild, 1920
- Diarsia intermixta Guenée, 1852
- Diarsia jucunda Walker, 1857
- Diarsia kebeae Bethune-Baker, 1908
- Diarsia latimacula Kozhanchikov, 1937
- Diarsia macrodactyla Boursin, 1954
- Diarsia magnisigna Prout, 1922
- Diarsia mandarinella Hampson, 1903
- Diarsia mediotincta Kozhanchikov, 1937
- Diarsia melanomma Prout, 1926
- Diarsia mendica Fabricius, 1775, mångformigt jordfly
  - Diarsia mendica borealis Zetterstedt, 1839
  - Diarsia mendica lamentanda Alphéraky, 1897
  - Diarsia mendica monochroma Boursin, 1963
  - Diarsia mendica orkneyensis Bytinski-Salz, 1939
  - Diarsia mendica thulei Staudinger, 1891
- Diarsia nebula Leech, 1900
- Diarsia nigrafasciata Chang, 1991
- Diarsia nigrosigna Moore, 1881
- Diarsia nipponica Ogata, 1957
- Diarsia nyei Boursin, 1969
- Diarsia obuncula Hampson, 1903
- Diarsia ochracea Walker, 1865
- Diarsia odontophora Boursin, 1954
- Diarsia olivacea Prout, 1922
- Diarsia orophila Boursin, 1948
- Diarsia owgarra Bethune-Baker, 1908
- Diarsia pacifica Boursin, 1943
- Diarsia pallens Chen
- Diarsia pallidimargo Prout, 1922
- Diarsia pallidisigna Prout, 1922
- Diarsia pediciliata Prout, 1924
- Diarsia poliophaea Boursin, 1954
- Diarsia polytaenia Boursin, 1948
- Diarsia postfusca Hampson, 1896
- Diarsia pseudacharista Boursin, 1948
- Diarsia robusta Boursin, 1948
- Diarsia rosaria Grote, 1878
  -  Diarsia rosaria freemani Hardwick, 1950
- Diarsia rubi Vieweg, 1790, hallonjordfly
- Diarsia rubicilia Moore, 1867
- Diarsia rubifera Grote
  - Diarsia rubifera perumbrosa Dyar, 1904
- Diarsia ruficauda Warren, 1910
- Diarsia sciera Chen
- Diarsia serrata Holloway, 1976
- Diarsia sinuosa Wileman, 1912
- Diarsia stictica Poujade, 1887
- Diarsia stigmatias Warren, 1912
- Diarsia subtincta Chang, 1991
- Diarsia tincta Leech, 1900
- Diarsia torva Corti & Draudt, 1933
- Diarsia unica Plante, 1994
- Diarsia vulpina Moore, 1882
- Diarsia yoshimotoi Plante, 1994

## Bildgalleri

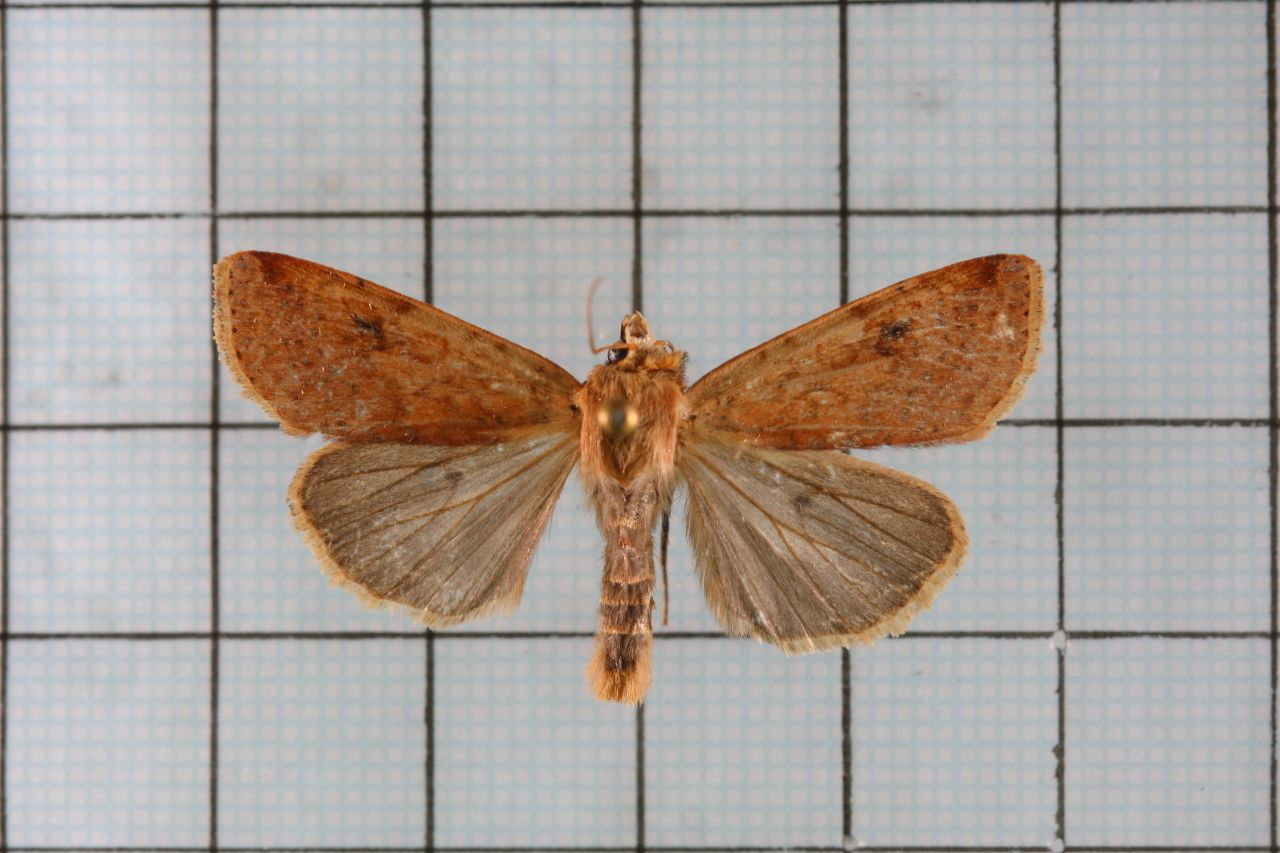
Diarsia arenosoides
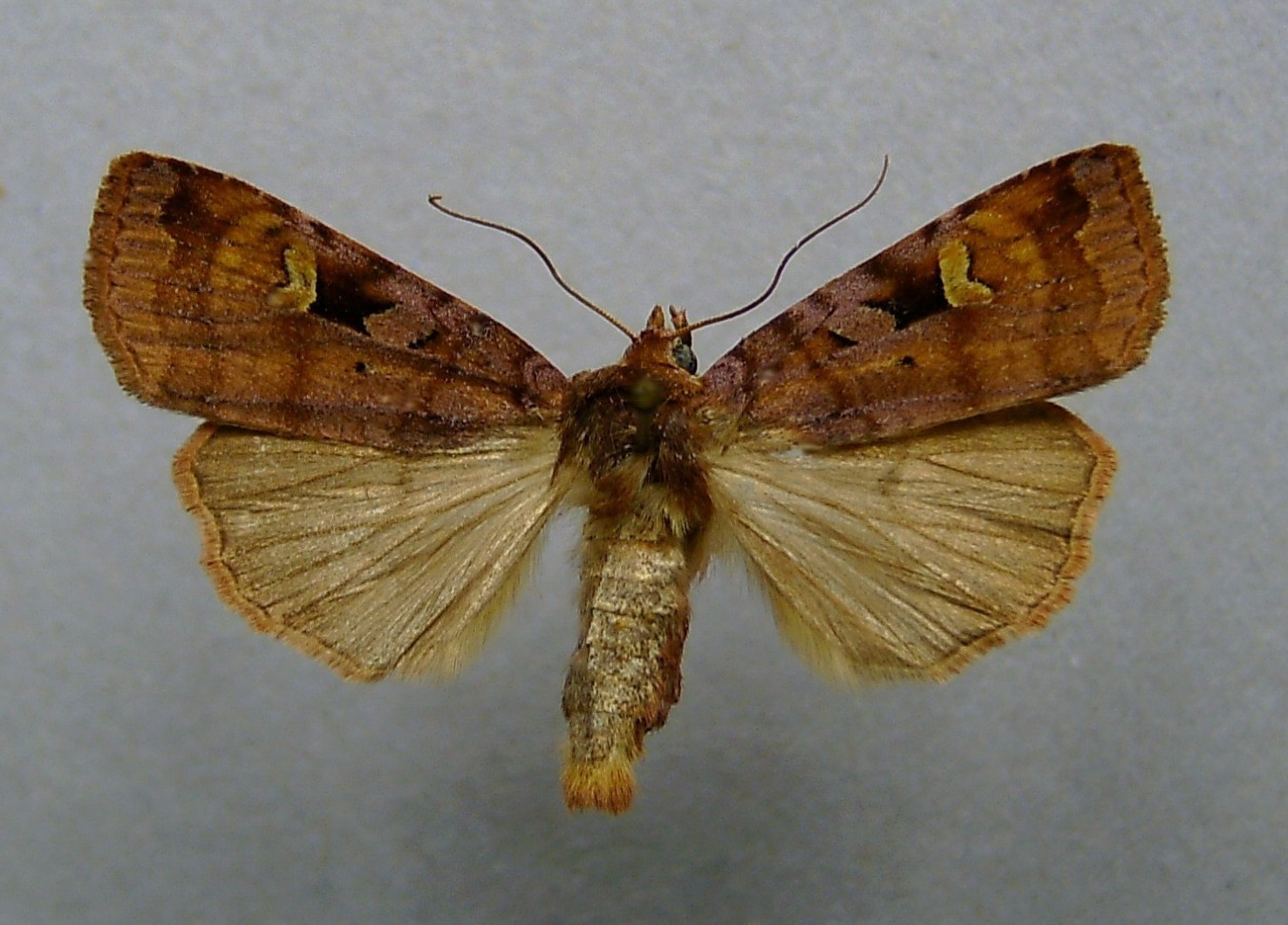
Rödbrunt jordfly, Diarsia brunnea
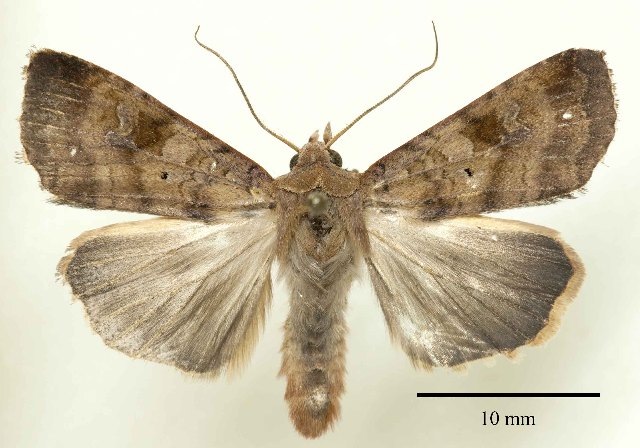
Diarsia canescens
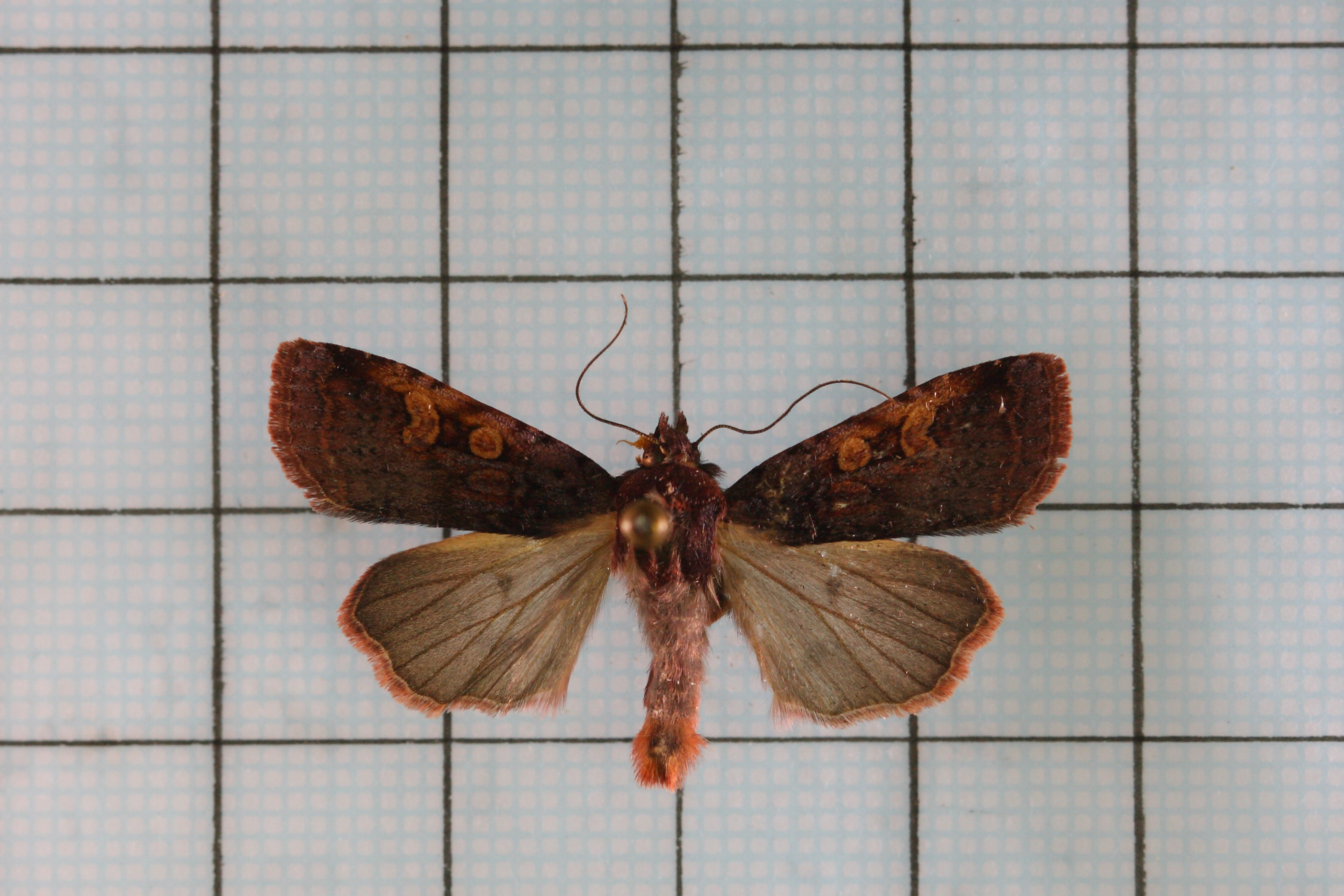
Diarsia cia
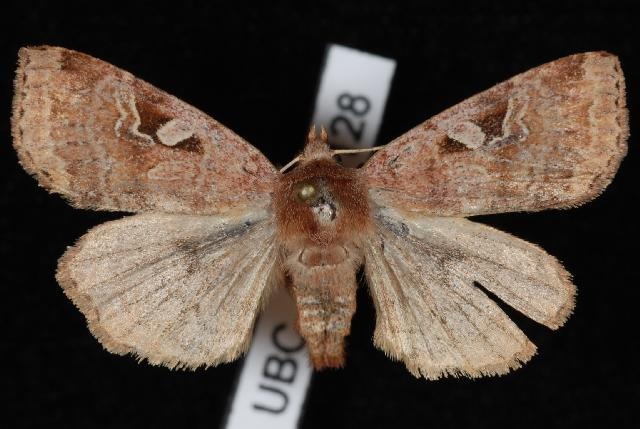
Diarsia esurialis
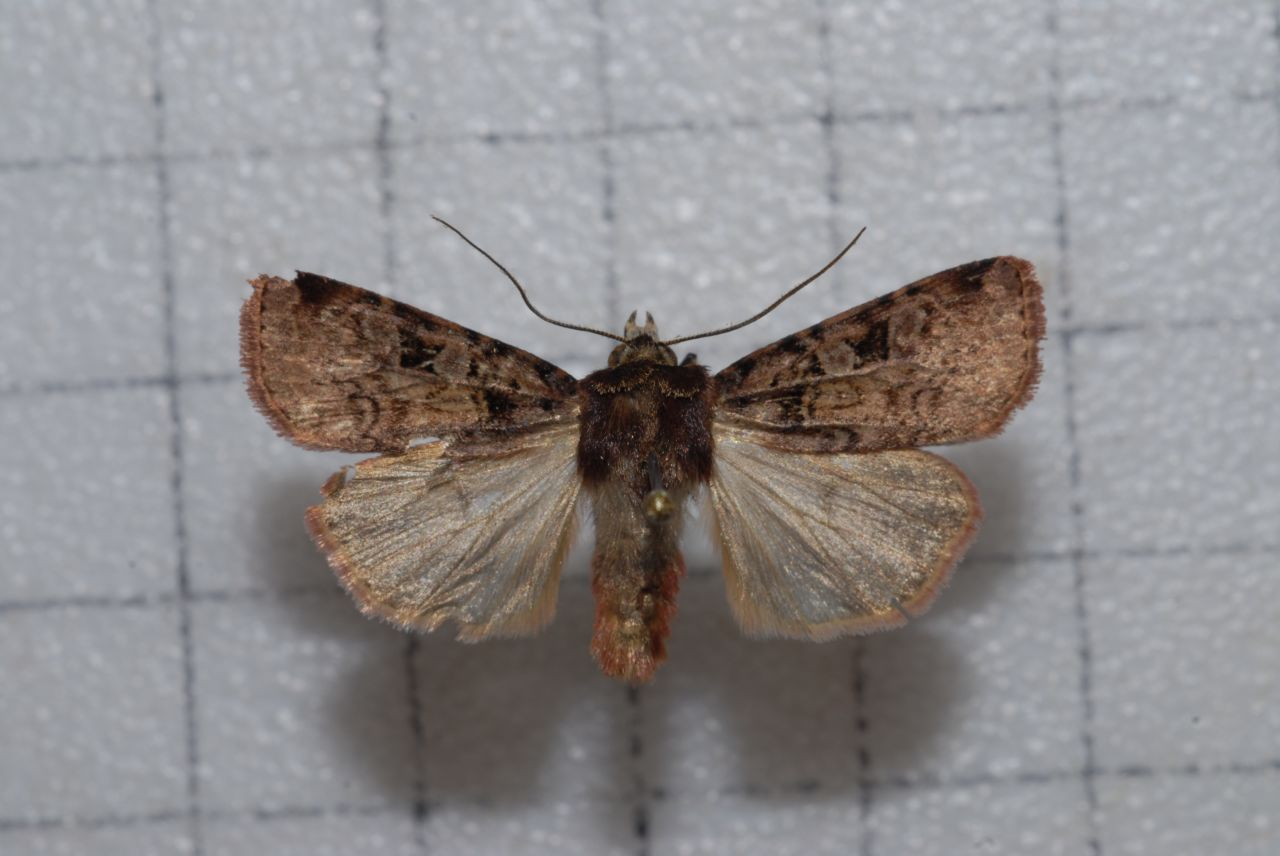
Diarsia formosensis
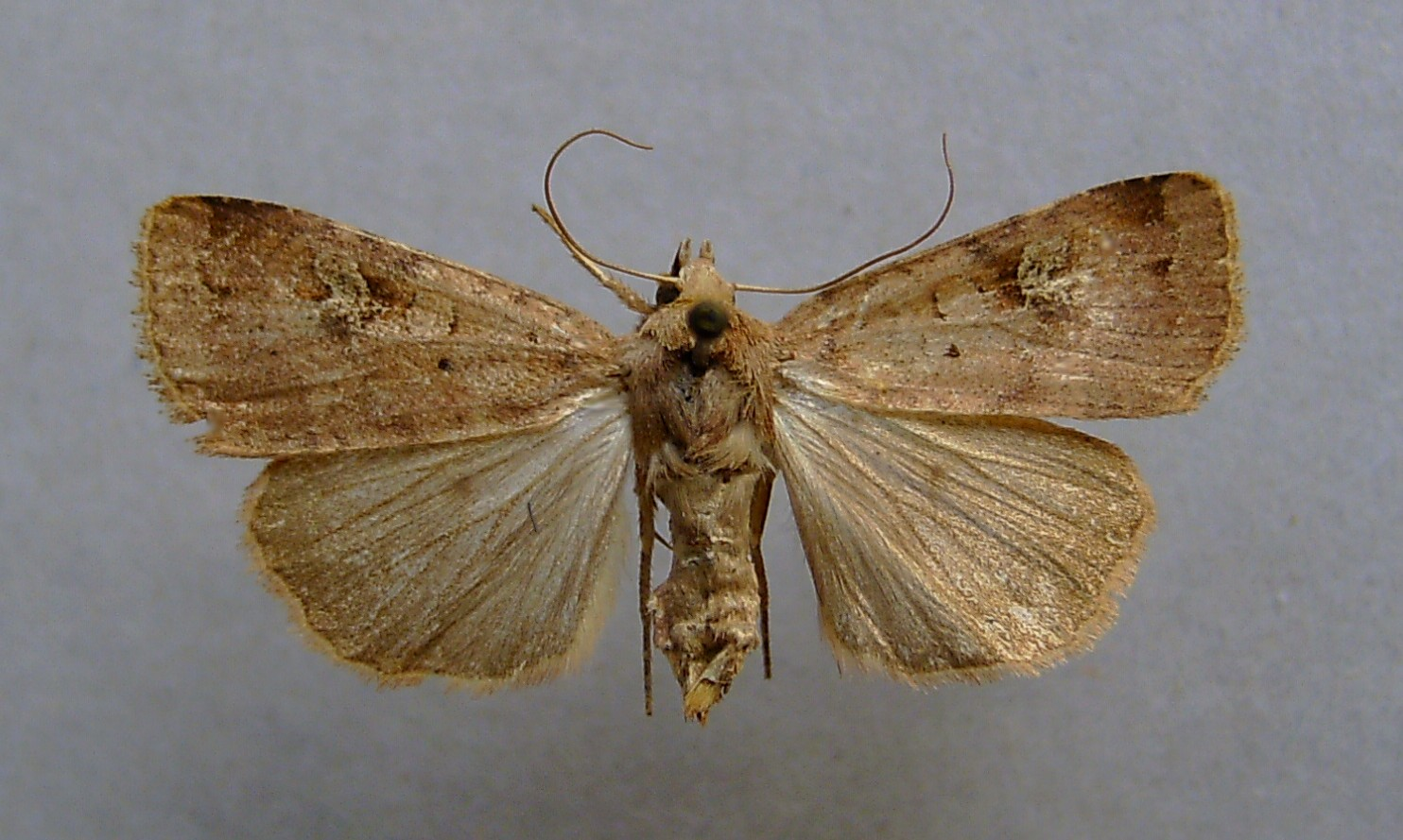
Diarsia guadarramensis
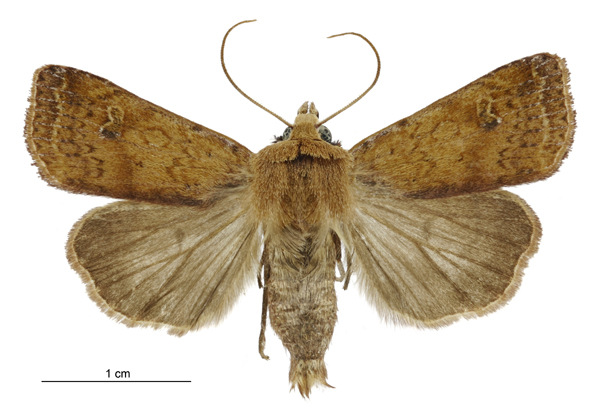
Diarsia intermixta
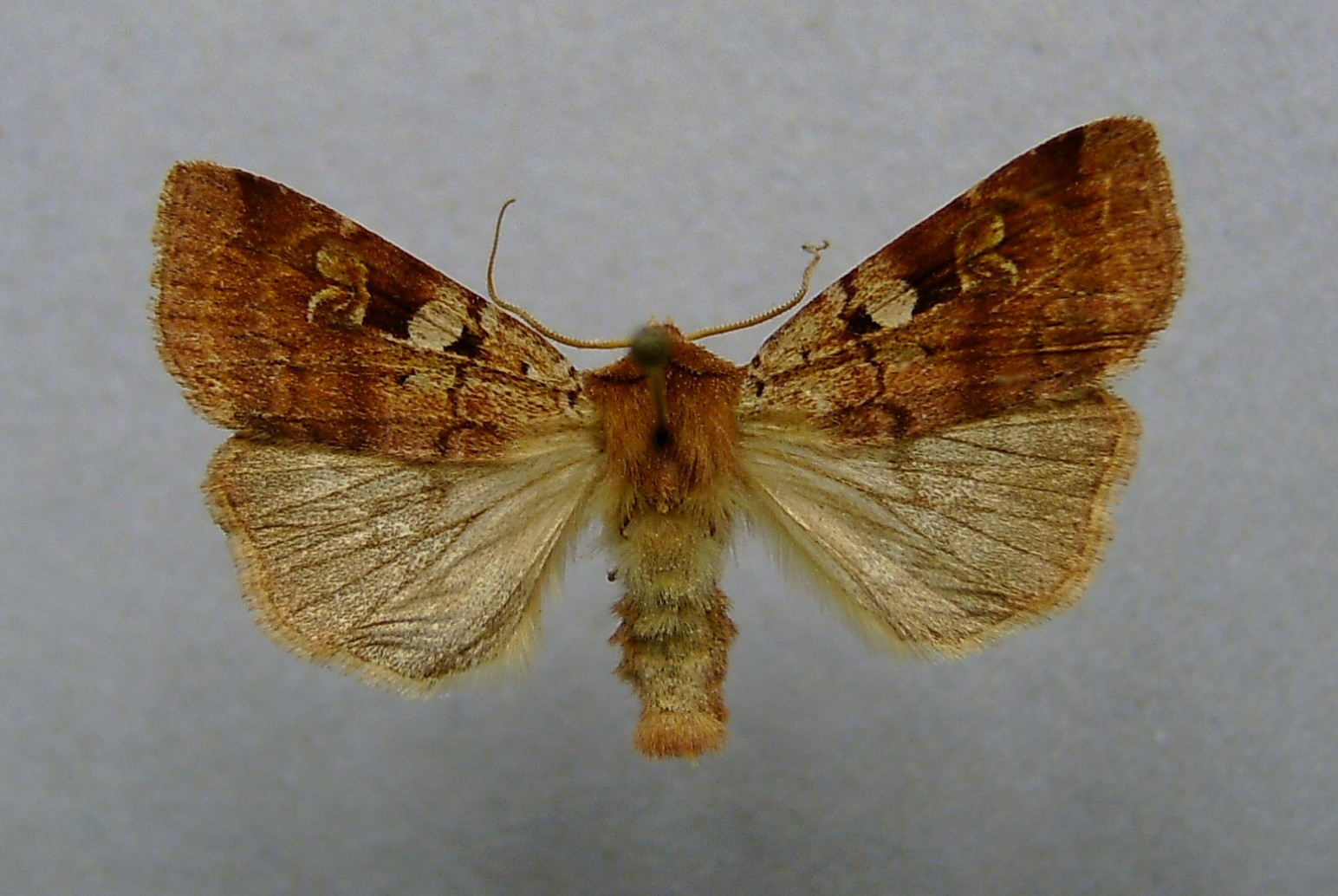
Mångformigt jordfly, Diarsia mendica
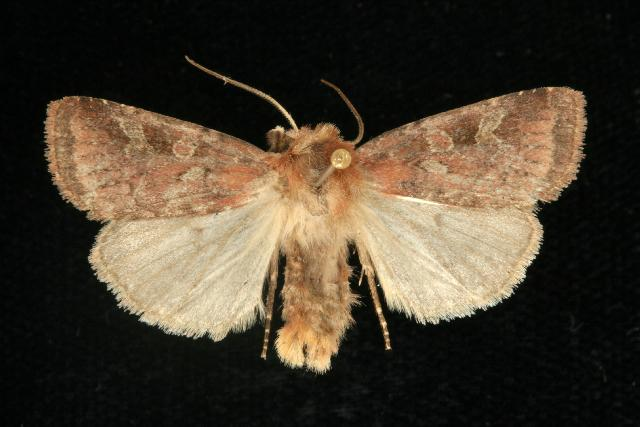
Diarsia rosaria
Diarsia sinuosa
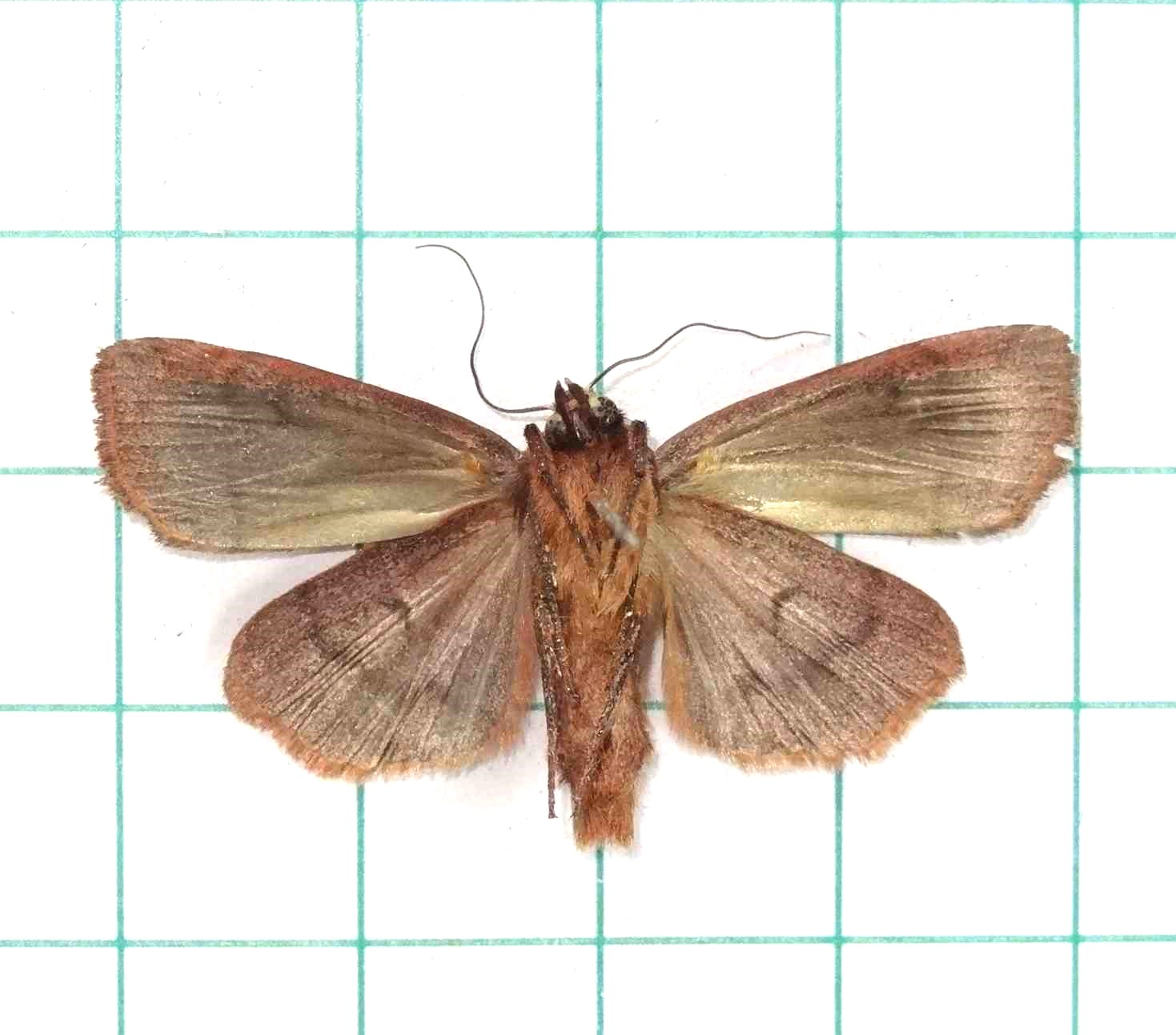
Diarsia subtincta
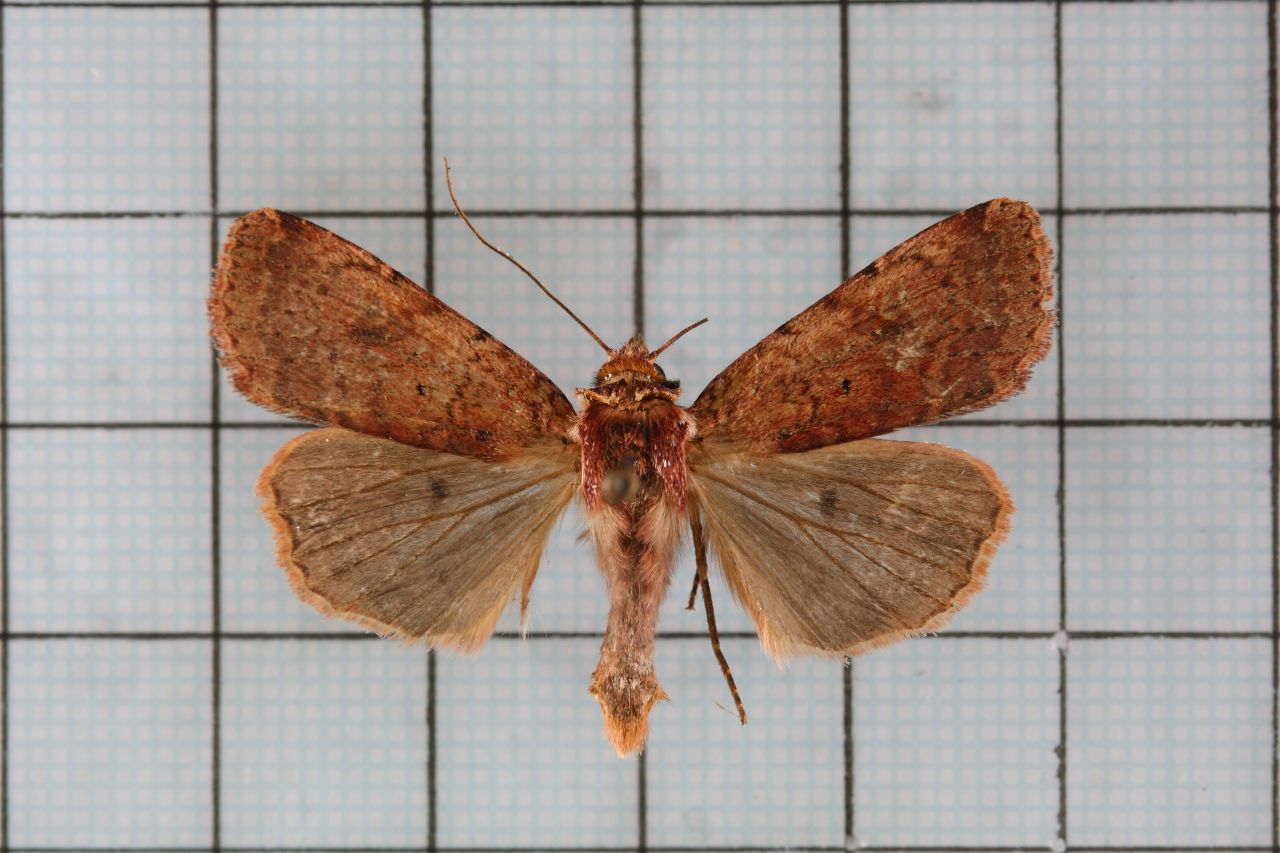
Diarsia yoshimotoi